# C'est un monde !
 (août 2024).
Si vous disposez d'ouvrages ou d'articles de référence ou si vous connaissez des sites web de qualité traitant du thème abordé ici, merci de compléter l'article en donnant les références utiles à sa vérifiabilité et en les liant à la section « Notes et références ».
 (août 2024).
C'est un monde ! est une émission de télévision française diffusée depuis le 20 septembre 2014 sur France 2 pendant tous les samedis.
L'émission est diffusée dans le cadre de Télématin le samedi de 9 h 30 à 10 h, excepté lors de la saison estivale.

## Concept
Un thème est développé par quatre (voire cinq) correspondants de France 2 et analysé également en France avec des chroniqueurs de Télématin.

## Participants
- Laurent Bignolas, depuis 2017;
- William Leymergie, entre 2014 et 2017;
- Chroniqueurs habituels de Télématin (en fonction du thème).

correspondants
- France 2 Londres (Royaume-Uni ; Suède) : Loïc de La Mornais (2013-2018) (remplacé par Clément Le Goff en septembre 2016) puis Arnaud Comte (depuis 2018)
- France 2 Bruxelles (Belgique ; Pays-Bas ; Luxembourg ; affaires européennes) : François Beaudonnet (2008-2015) puis Valéry Lerouge (depuis 2015)
- France 2 Rome (Italie ; Slovénie) : Renaud Bernard (2011-2015) puis François Beaudonnet (depuis 2015-2018 . Depuis 2018, Alban Mikoczy
- France 2 Berlin (Allemagne) : Amaury Guibert (depuis 2014)
- France 2 Barcelone (Espagne, Portugal) : Sandrine Mercier
- France 2 Washington (États-Unis) : Jacques Cardoze (2013-2018) et Valérie Astruc (2014-2017)
- France 2 Moscou (Russie ; Ukraine ; Estonie ; Lituanie) : Alban Mikoczy (2010-2015) puis et Jennifer Knock (depuis 2015)
- France 2 Pékin (Chine ; Japon ; Extrême-Orient) : Alain de Chalvron (2014-2016) ; Arnauld Miguet (depuis 2016)
- France 2 Jérusalem (Israël ; Proche et Moyen-Orient ; Egypte) : Hakim Abdelkhalek (2014-2015) puis Franck Genauzeau (depuis 2015)
- France 2 New Delhi (Inde ; Asie du Sud-Est) : Nicolas Bertrand (depuis 2014)
- France 2 Rio de Janeiro (Brésil) : Fanny Lothaire
- France 2 Dakar (Sénégal ; Afrique) : Gérard Grizbec (2012-2016)
- France 2 Montréal (Canada) : Claude Deschênes (depuis 2014)
- France 2 Athènes (Grèce) : Alexia Kefalas (depuis 2014)
- France 2 Melbourne (Australie ; Nouvelle Zélande) : Hakim Abdelkhalek (2014-2016) puis Julien Pelletier (depuis 2016)

## Épisodes
Début 2016, toutes les émissions sont disponibles sur la chaîne Youtube de Télématin, à l'exception des épisodes 1, 6 et 16 de la saison 1.

### Saison 1 (2014-2015)
| Episode | Date              | Sujet                                                    |
| ------- | ----------------- | -------------------------------------------------------- |
| 1       | 20 septembre 2014 | Le bilan de la rentrée                                   |
| 2       | 27 septembre 2014 | Le monde est bio ?                                       |
| 3       | 4 octobre 2014    | Ma voiture chérie                                        |
| 4       | 11 octobre 2014   | L’éducation des filles dans le monde                     |
| 5       | 18 octobre 2014   | Ils font quoi ? A quelle heure ?                         |
| 6       | 8 novembre 2014   | Alors fumeurs ou non fumeurs ?                           |
| 7       | 15 novembre 2014  | Tour du monde, tour de table                             |
| 8       | 22 novembre 2014  | Mariages du bout du monde                                |
| 9       | 29 novembre 2014  | Le monde des réseaux sociaux                             |
| 10      | 6 décembre 2014   | Les accros aux médocs dans le monde !                    |
| 11      | 13 décembre 2014  | Les canons de la beauté… les mêmes partout ?             |
| 12      | 20 décembre 2014  | Les Noëls du monde                                       |
| 13      | 17 janvier 2015   | Cigales ou fourmis ?                                     |
| 14      | 24 janvier 2015   | Les femmes et le sport                                   |
| 15      | 31 janvier 2015   | C’est comment chez vous ?                                |
| 16      | 7 février 2015    | Paysans                                                  |
| 17      | 14 février 2015   | Le couple dans tous ses états                            |
| 18      | 7 mars 2015       | Des femmes dans le monde : leurs statuts, leurs combats… |
| 19      | 14 mars 2015      | Vous faites quoi ce week-end ?                           |
| 20      | 21 mars 2015      | Le livre est-il mort ?                                   |
| 21      | 28 mars 2015      | L’enfant roi dans le monde                               |
| 22      | 4 avril 2015      | De quoi rit-on à l’étranger ?                            |
| 23      | 11 avril 2015     | Les « nouveaux vieux »                                   |
| 24      | 18 avril 2015     | La vie au boulot !                                       |
| 25      | 9 mai 2015        | Les animaux rois ?                                       |
| 26      | 16 mai 2015       | Les cinémas du monde                                     |
| 27      | 23 mai 2015       | Musiques du monde : à chacun la sienne !                 |
| 28      | 30 mai 2015       | Les célibataires dans le monde                           |
| 29      | 6 juin 2015       | Même Bac pour tous ?                                     |
| 30      | 13 juin 2015      | Tous les « Télématin » du monde                          |
| 31      | 20 juin 2015      | Comment t’habilles-tu ? Je te dirai qui tu es !          |
| 32      | 27 juin 2015      | Les communautés homosexuelles dans le monde              |
| 33      | 4 juillet 2015    | Leurs vacances ne sont pas les nôtres                    |

### Saison 2 (2015-2016)
| Episode | Date              | Sujet                                                      |
| ------- | ----------------- | ---------------------------------------------------------- |
| 1       | 5 septembre 2015  | Une rentrée différente selon les pays                      |
| 2       | 12 septembre 2015 | Cinéma : un tour du monde                                  |
| 3       | 19 septembre 2015 | A chacun son patrimoine                                    |
| 4       | 26 septembre 2015 | Tour de table, tour du monde                               |
| 5       | 3 octobre 2015    | La naissance à travers le monde                            |
| 6       | 10 octobre 2015   | Le travail dominical dans le monde                         |
| 7       | 17 octobre 2015   | Célébration des morts : ailleurs aussi ?                   |
| 8       | 7 novembre 2015   | Un monde avec ou sans service militaire                    |
| 9       | 28 novembre 2015  | Comment divorce-t-on ailleurs                              |
| 10      | 5 décembre 2015   | Les émissions caritatives                                  |
| 11      | 12 décembre 2015  | C’est un monde de miss !                                   |
| 12      | 19 décembre 2015  | La table de Noël dans le monde                             |
| 13      | 9 janvier 2016    | La mort de la presse écrite dans le monde                  |
| 14      | 16 janvier 2016   | Les familles recomposées                                   |
| 15      | 23 janvier 2016   | Soyez polis ! À chaque pays ses coutumes                   |
| 16      | 30 janvier 2016   | Les mégalopoles du monde                                   |
| 17      | 6 février 2016    | Médecines douces, sorcellerie et croyances diverses        |
| 18      | 13 février 2016   | Le sexe est-il tabou ?                                     |
| 19      | 20 février 2016   | L’humour est-il universel ?                                |
| 20      | 12 mars 2016      | Les nouvelles femmes au foyer                              |
| 21      | 19 mars 2016      | La Francophonie dans le monde                              |
| 22      | 26 mars 2016      | Le tour du monde… des régimes                              |
| 23      | 2 avril 2016      | Les médias dans le monde : quels pouvoirs ?                |
| 24      | 9 avril 2016      | Le Monde des grands-parents                                |
| 25      | 16 avril 2016     | Faites vos jeux !                                          |
| 26      | 7 mai 2016        | Un « breakfast » tour                                      |
| 27      | 14 mai 2016       | Quand la musique s'engage                                  |
| 28      | 21 mai 2016       | Le monde des Bobos                                         |
| 29      | 28 mai 2016       | L'adoption dans le monde, très souvent une épreuve         |
| 30      | 4 juin 2016       | Supporters, une addiction !                                |
| 31      | 11 juin 2016      | Le parcours scolaire aux 4 coins du monde                  |
| 32      | 18 juin 2016      | Papa strict ou papa cool ?                                 |
| 33      | 25 juin 2016      | Le camping : tout un monde ! (présenté par Thierry Beccaro |
| 34      | 2 juillet 2016    | Les routes mythiques                                       |

### Saison 3 (2016-2017)
| Episode | Date              | Sujet                                                      |
| ------- | ----------------- | ---------------------------------------------------------- |
| 1       | 10 septembre 2016 | Que pense-t-on des Français ?                              |
| 2       | 17 septembre 2016 | La culture française s'exporte bien ?                      |
| 3       | 24 septembre 2016 | A chaque pays ses "radins"                                 |
| 4       | 1er octobre 2016  | Une voiture nommée "désir" ?                               |
| 5       | 8 octobre 2016    | Tour du monde de la drague                                 |
| 6       | 15 octobre 2016   | Les syndicats dans le monde : rôle et pouvoir              |
| 7       | 5 novembre 2016   | Les États-Unis et le monde                                 |
| 8       | 12 novembre 2016  | Les forces de l'ordre dans le monde                        |
| 9       | 19 novembre 2016  | Les stars de la TV dans le monde                           |
| 10      | 26 novembre 2016  | Les violences faites aux femmes                            |
| 11      | 3 décembre 2016   | Tour du monde des familles                                 |
| 12      | 10 décembre 2016  | Des centaines de millions d'amis                           |
| 13      | 17 décembre 2016  | Des voyages de rêve                                        |
| 14      | 7 janvier 2017    | La presse contestataire                                    |
| 15      | 14 janvier 2017   | Les anti-déprimes                                          |
| 16      | 21 janvier 2017   | Les prisons                                                |
| 17      | 28 janvier 2017   | Une étrange alimentation                                   |
| 18      | 4 février 2017    | La consommation de drogue dans le monde                    |
| 19      | 11 février 2017   | Les seniors et l'amour                                     |
| 20      | 4 mars 2017       | Femmes d'exception                                         |
| 21      | 11 mars 2017      | Le monde sous surveillance                                 |
| 22      | 18 mars 2017      | Les jeunes et la politique                                 |
| 23      | 25 mars 2017      | Europe 60 ans : comment ça va ?                            |
| 24      | 1er avril 2017    | Poisson d'avril : ailleurs aussi ?                         |
| 25      | 8 avril 2017      | Colocation, un phénomène mondial                           |
| 26      | 29 avril 2017     | Dopage, un fléau mondial                                   |
| 27      | 13 mai 2017       | Homophobie, un fléau mondial                               |
| 28      | 20 mai 2017       | La culture chez les autres                                 |
| 29      | 3 juin 2017       | Ces votes qui ont changé l'histoire                        |
| 30      | 10 juin 2017      | Des étranges cures de bien-être                            |
| 31      | 17 juin 2017      | Les stars de la TV dans le monde (2)                       |
| 32      | 24 juin 2017      | Un monde de contrefaçons (dernière avec William Leymergie) |
| 33      | 1er juillet 2017  | Destinations cachées (présenté par Isabelle Martinet)      |
| 34      | 8 juillet 2017    | Les îles (présenté par Laurent Bignolas)                   |

### Saison 4 (2017-2018)
| Episode | Date              | Sujet                                  |
| ------- | ----------------- | -------------------------------------- |
| 1       | 9 septembre 2017  | Les Jeux Olympiques, et après ?        |
| 2       | 16 septembre 2017 | La culture française dans le monde     |
| 3       | 23 septembre 2017 | Parents-enfants, mode d'emploi         |
| 4       | 30 septembre 2017 | Nouveaux modes alimentaires            |
| 5       | 7 octobre 2017    | Harcèlement au travail, tous concernés |
| 6       | 14 octobre 2017   | Histoires d'amitié                     |
| 7       | 21 octobre 2017   | Comment prolonger la vie ?             |
| 8       | 11 novembre 2017  | Le climat change le monde              |
| 9       | 18 novembre 2017  | Des hommes d'exception                 |
| 10      | 25 novembre 2017  | Consommer aujourd'hui                  |
| 11      | 2 décembre 2017   | Un monde corrompu ?                    |
| 12      | 16 décembre 2017  | Histoires d'exil                       |
| 13      | 23 décembre 2017  | Et si ce n'était pas vrai ?            |
| 14      | 6 janvier 2018    | Histoires d'amitié                     |
| 15      | 13 janvier 2018   | Et si on changeait la vie...           |
| 16      | 20 janvier 2018   | Un monde d'étudiants                   |
| 17      | 27 janvier 2018   | Un tour du monde des mariages          |
| 18      | 3 février 2018    | Tous frères et sœurs                   |
| 19      | 10 février 2018   | Histoires d'amour                      |
| 20      | 17 février 2018   | Tout schuss !                          |
| 21      | 10 mars 2018      | Un monde de tatoués                    |
| 22      | 17 mars 2018      | Il est où le bonheur ?                 |
| 23      | 24 mars 2018      | L'agriculture de demain                |
| 24      | 31 mars 2018      | Le travail invisible                   |
| 25      | 7 avril 2018      | A chacun sa retraite                   |
| 26      | 14 avril 2018     | Mes ex et moi                          |
| 27      | 5 mai 2018        | Rire, oui... mais de tout              |
| 28      | 19 mai 2018       | Sa majesté à l'honneur (1 et 2/2)      |
| 29      | 26 mai 2018       | A chacun son idéal de beauté           |
| 30      | 2 juin 2018       | A chacun son idéal de beauté           |
| 31      | 9 juin 2018       | Un monde de verdure                    |
| 32      | 16 juin 2018      | Planète foot                           |
| 33      | 23 juin 2018      | Etre veuve dans le monde               |
| 34      | 7 juillet 2018    | Des vacances autrement...              |

### Saison 5 (2018-2019)
| Episode | Date              | Sujet                                         |
| ------- | ----------------- | --------------------------------------------- |
| 1       | 8 septembre 2018  | L'apprentissage des langues                   |
| 2       | 15 septembre 2018 | Patrimoine, un carrefour de cultures          |
| 3       | 22 septembre 2018 | Au boulot !                                   |
| 4       | 29 septembre 2018 | Un monde animal                               |
| 5       | 6 octobre 2018    | L’argent, à quel prix ?                       |
| 6       | 13 octobre 2018   | Familles monoparentales du monde              |
| 7       | 20 octobre 2018   | Des procès pour l'histoire                    |
| 8       | 10 novembre 2018  | Le devoir de mémoire                          |
| 9       | 17 novembre 2018  | Les droits de l'enfant                        |
| 10      | 24 novembre 2018  | Un monde contrôlé ?                           |
| 11      | 1er décembre 2018 | Petites initiatives pour grands changements   |
| 12      | 15 décembre 2018  | Dans la hotte du Père-Noël                    |
| 13      | 22 décembre 2018  | Il était une fois...                          |
| 14      | 12 janvier 2019   | Que ferez-vous de vos 20 ans ?                |
| 15      | 19 janvier 2019   | Idoles dans leur pays                         |
| 16      | 26 janvier 2019   | L’hôpital public en danger ?                  |
| 17      | 2 février 2019    | Parents, mode de garde !                      |
| 18      | 9 février 2019    | Etre amoureux en 2019                         |
| 19      | 16 février 2019   | Histoires de ski                              |
| 20      | 9 mars 2019       | Les femmes (présenté par Thierry Beccaro      |
| 21      | 16 mars 2019      | Au lit !                                      |
| 22      | 23 mars 2019      | So British                                    |
| 23      | 30 mars 2019      | Jamais sans mon portable ?                    |
| 24      | 6 avril 2019      | Histoires d'héritage                          |
| 25      | 13 avril 2019     | A vos manettes !                              |
| 26      | 20 avril 2019     | Au travail !                                  |
| 27      | 11 mai 2019       | Il était une fois une série...                |
| 28      | 18 mai 2019       | Si on chantait...                             |
| 29      | 25 mai 2019       | Le développement durale, l'affaire de tous    |
| 30      | 15 juin 2019      | La lenteur, Un nouveau mode de vie            |
| 31      | 22 juin 2019      | Slow Life !                                   |
| 32      | 29 juin 2019      | Sur les chemins...                            |
| 33      | 6 juillet 2019    | Tout plaquer ! (présenté par Damien Thévenot) |

### Saison 6 (2019-2020)
| Episode | Date              | Sujet                                                         |
| ------- | ----------------- | ------------------------------------------------------------- |
| 1       | 7 septembre 2019  | L'uniforme                                                    |
| 2       | 14 septembre 2019 | Les alternatives à la voiture                                 |
| 3       | 21 septembre 2019 | Un patrimoine en reconstruction                               |
| 4       | 28 septembre 2019 | Quel est le niveau de vie de nos voisins proches ou lointains |
| 5       | 9 novembre 2019   | C’est beau une ville la nuit !                                |
| 6       | 16 novembre 2019  | Médias et environnement                                       |
| 7       | 23 novembre 2019  | Le monde en chiffres                                          |
| 8       | 30 novembre 2019  | Les femmes et le travail (présenté par Damien Thévenot)       |
| 9       | 7 décembre 2019   | Le soutien aux familles                                       |
| 10      | 14 décembre 2019  | L'habitat dans tous ses états                                 |
| 11      | 21 décembre 2019  | Un monde en fête                                              |
| 12      | 11 janvier 2020   | La retraite en questions (présenté par Damien Thévenot)       |
| 13      | 18 janvier 2020   | Des solitudes (présenté par Damien Thévenot)                  |
| 14      | 25 janvier 2020   | Apprendre autrement                                           |
| 15      | 1er février 2020  | Et si on déconnectait                                         |
| 16      | 8 février 2020    | L'art de la séduction                                         |
| 17      | 29 février 2020   | Agriculteurs, un métier d'avenirs ?                           |
| 18      | 7 mars 2020       | Femmes des années 2020 (présenté par Damien Thévenot)         |
| 19      | 30 mai 2020       | Covid-19, et maintenant ? (1)                                 |
| 20      | 6 juin 2020       | Covid-19, et maintenant ? (2)                                 |
| 21      | 13 juin 2020      | L'école au temps du Coronavirus                               |
| 22      | 20 juin 2020      | Un nouveau monde ? (1)                                        |
| 23      | 27 juin 2020      | Un nouveau monde ? (2)                                        |
| 24      | 4 juillet 2020    | Notre planète aujourd'hui                                     |

### Saison 7 (2020-2021)
| Episode | Date              | Sujet                                                                  |
| ------- | ----------------- | ---------------------------------------------------------------------- |
| 1       | 12 septembre 2020 | Une rentrée si particulière...                                         |
| 2       | 19 septembre 2020 | Un monde de culture et de savoir                                       |
| 3       | 26 septembre 2020 | Une nouvelle vie au travail                                            |
| 4       | 3 octobre 2020    | Les animaux du monde                                                   |
| 5       | 10 octobre 2020   | Des jeunes filles engagées                                             |
| 6       | 17 octobre 2020   | L'architecture de nos villes                                           |
| 7       | 7 novembre 2020   | Être célibataire en 2020 (présenté par Damien Thévenot)                |
| 8       | 14 novembre 2020  | Lutter contre la pauvreté                                              |
| 9       | 21 novembre 2020  | Covid 19 : une nouvelle télé ?                                         |
| 10      | 28 novembre 2020  | COVID-19 : un an déjà                                                  |
| 11      | 5 décembre 2020   | Le bénévolat dans le monde                                             |
| 12      | 12 décembre 2020  | L'appel de la forêt                                                    |
| 13      | 19 décembre 2020  | Un noël malgré tout                                                    |
| 14      | 9 janvier 2021    | Notre argent, nos dépenses                                             |
| 15      | 16 janvier 2021   | Portraits de famille (présenté par Damien Thévenot)                    |
| 16      | 23 janvier 2021   | Le sport au féminin                                                    |
| 17      | 30 janvier 2021   | Protection des données (présenté par Damien Thévenot)                  |
| 18      | 6 février 2021    | Et les jeunes dans tout ça ?                                           |
| 19      | 13 février 2021   | L'amour au temps du coronavirus                                        |
| 20      | 6 mars 2021       | Les agriculteurs d'aujourd'hui                                         |
| 21      | 13 mars 2021      | Des femmes et des hommes...                                            |
| 22      | 20 mars 2021      | Il est où le bonheur !                                                 |
| 23      | 27 mars 2021      | Tout un fromage                                                        |
| 24      | 3 avril 2021      | La culture dans tous ses états                                         |
| 25      | 10 avril 2021     | Un nouveau monde ? (3)                                                 |
| 26      | 1er mai 2021      | Et si on voyageait ?                                                   |
| 27      | 22 mai 2021       | Une envie de bricoler ? (présenté par Damien Thévenot)                 |
| 28      | 29 mai 2021       | Le petit-déjeuner dans le monde (présenté par Damien Thévenot)         |
| 29      | 5 juin 2021       | Tour du monde à vélo                                                   |
| 30      | 12 juin 2021      | La musique dans le monde                                               |
| 31      | 19 juin 2021      | Bonne fête Papa ! (présenté par Damien Thévenot)                       |
| 32      | 3 juillet 2021    | Les héros de l'imaginaire dans le monde (présenté par Damien Thévenot) |